# Muriel Lake, Alberta
Muriel Lake är en sjö i Kanada.   Den ligger i provinsen Alberta, i den centrala delen av landet, 2 700 km väster om huvudstaden Ottawa. Muriel Lake ligger 555 meter över havet. Arean är 71 kvadratkilometer. Den sträcker sig 13,1 kilometer i nord-sydlig riktning, och 11,1 kilometer i öst-västlig riktning.
I omgivningarna runt Muriel Lake växer i huvudsak blandskog. Trakten runt Muriel Lake är nära nog obefolkad, med mindre än två invånare per kvadratkilometer.